# Anarchisme au Royaume-Uni
L'anarchisme au Royaume-Uni apparaît au travers de l'action de ses précurseurs dans le contexte de la dissidence religieuse protestante radicale.
Au cours de la première révolution anglaise et de l'industrialisation, la pensée libertaire britannique se développe tant au sein du mouvement ouvrier révolutionnaire que dans la sphère culturelle.
Marqué par l'anarcho-syndicalisme, le mouvement britannique est majoritairement composé de partisans de la lutte de classes (« class-struggle anarchists »), à la différence de ce que l'américain Murray Bookchin appelle le « lifestyle anarchism » (« anarchisme comme mode de vie »), incarnation la plus moderne de l’anarchisme individualiste.

## Éléments historiques

### Les précurseurs

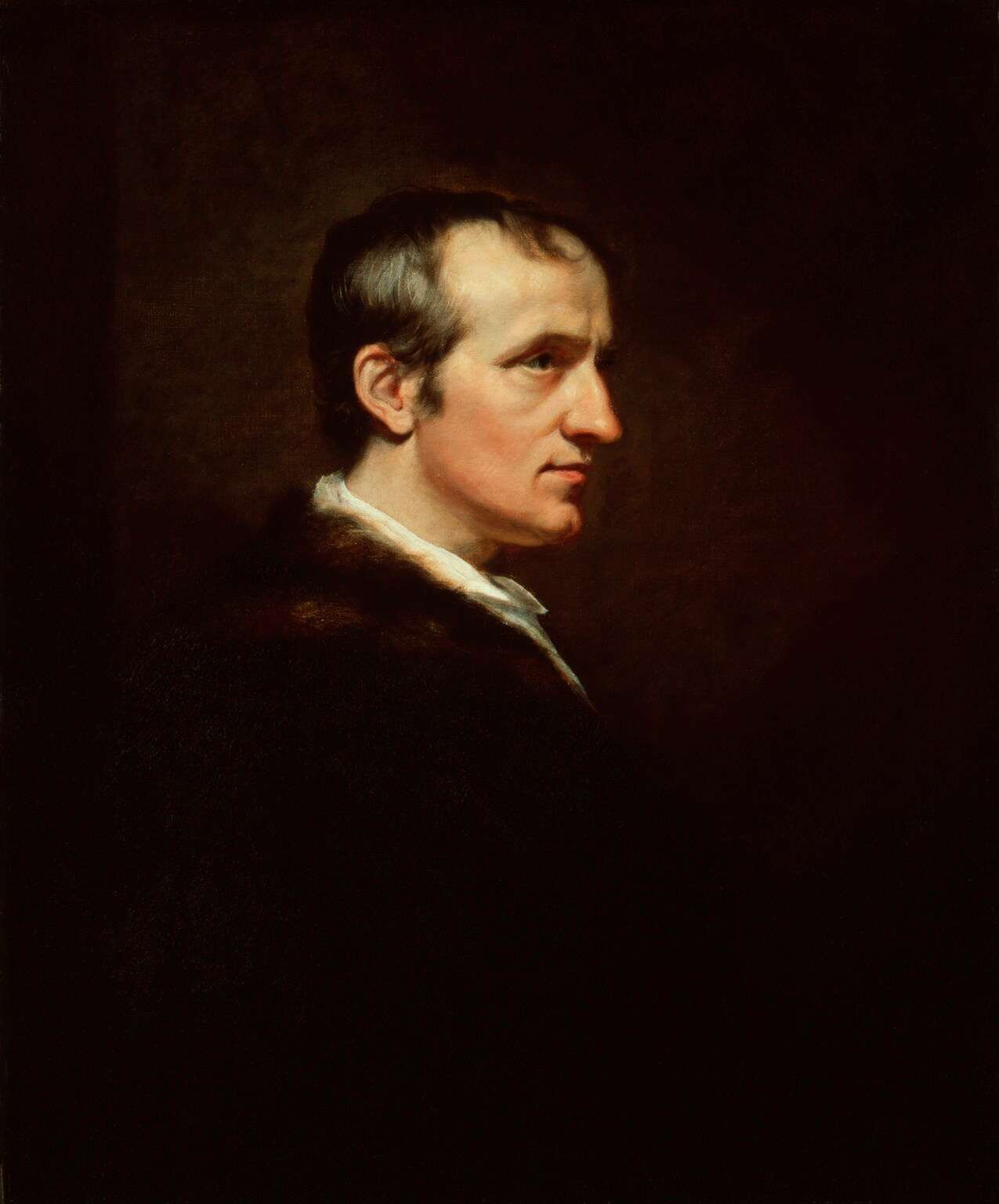
William Godwin en 1802.

Pendant la première révolution anglaise (1642-1651), des protestants dissidents et des ouvriers ruraux forment des communautés utopiques, telles celles des Diggers basées sur la propriété collective des moyens de production. Gerrard Winstanley, activiste politique et cofondateur des Diggers prône l'expropriation des seigneurs et le partage des terres par le squat. Dans son dernier pamphlet, La Loi de la Liberté publié en 1652, il appelle à l'instauration d'une démocratie égalitaire dans laquelle le partage et le troc permettraient le bonheur de tous. Il est considéré comme un des précurseurs de l'anarchisme moderne.
Le premier auteur moderne à avoir publié un traité préconisant explicitement l'absence de gouvernement est William Godwin dans An Inquiry Concerning Political Justice (1793). Bien qu'il n'utilise pas explicitement le terme « anarchisme », la Stanford Encyclopedia of Philosophy le considère aujourd'hui comme le « fondateur de l'anarchisme philosophique » et Pierre Kropotkine affirme qu'il est « le premier à formuler les conceptions politiques et économiques de l'anarchisme, même s'il n'a pas donné ce nom aux idées développées dans son œuvre ».

### XIXesiècle

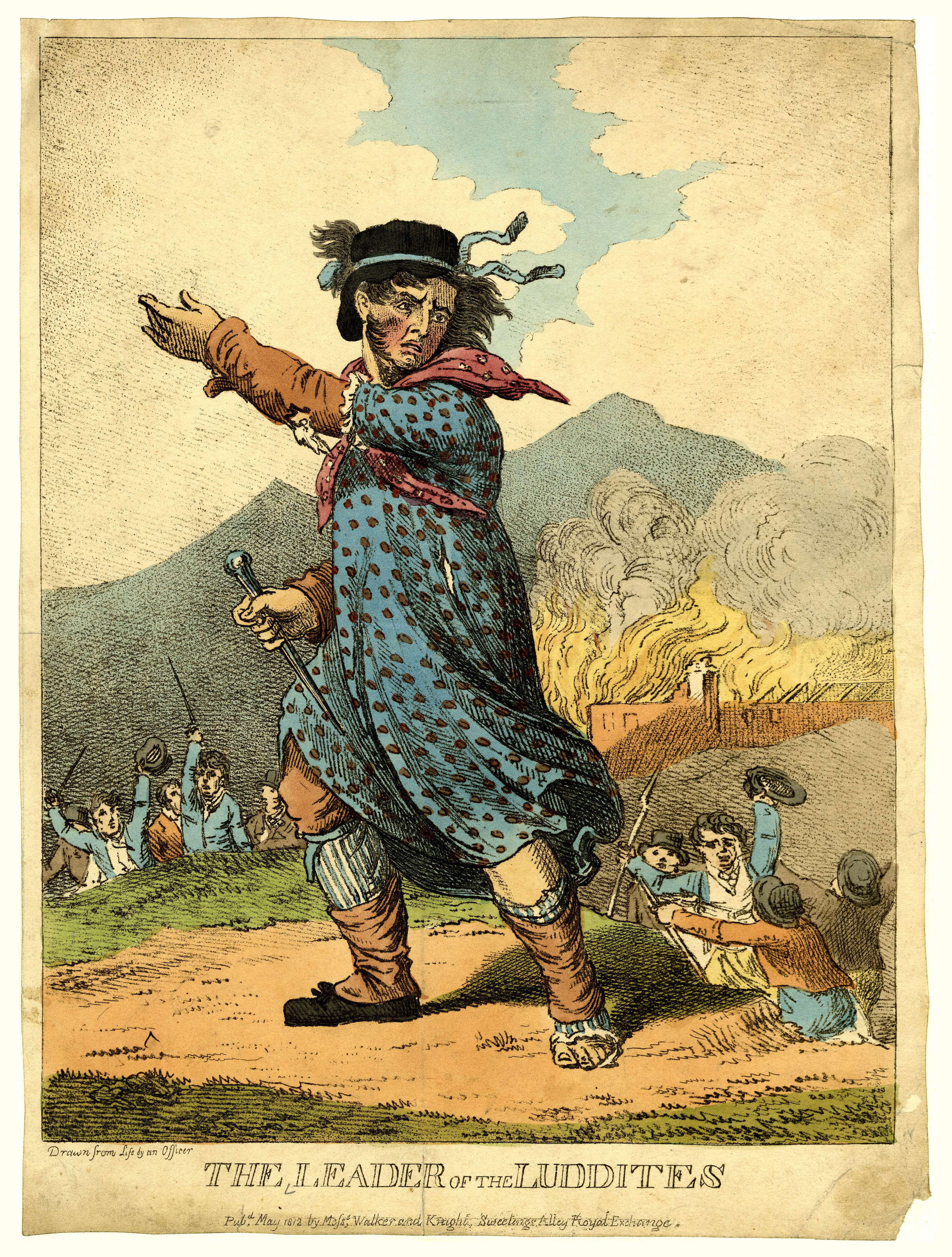
Représentation figurée du chef des luddites (mai 1812).

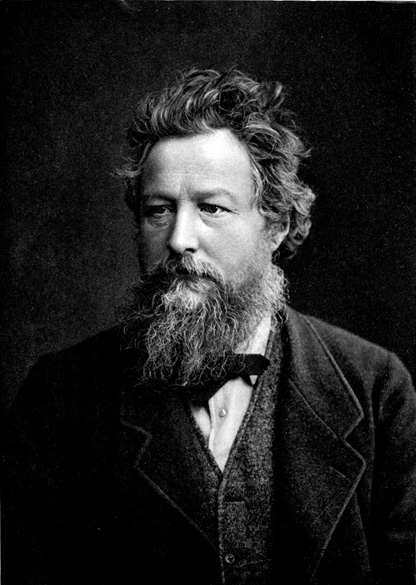
William Morris

Le luddisme est, selon l'expression de l'historien Edward P. Thompson, un « conflit industriel violent » qui oppose dans les années 1811-1812 des artisans sur métiers à bras aux employeurs et manufacturiers qui favorisent l'emploi de machines (métiers à tisser notamment) dans le travail de la laine et du coton. La lutte des membres de ce mouvement clandestin, appelés luddites ou luddistes, s'est caractérisée par les « briseurs de machines ».
L'Association internationale des travailleurs (AIT) ou Première Internationale est fondée le 28 septembre 1864 à Londres au Saint-Martin's Hall. Créée principalement à l'initiative de travailleurs et de militants français, anglais, allemands et italiens, son objectif premier est de coordonner le développement du mouvement ouvrier naissant dans les pays européens récemment industrialisés. Malgré les répressions gouvernementales, elle connait un succès rapide et se constitue en sections nationales dans plusieurs pays. En 1869, un débat divise l'AIT entre partisans de Karl Marx, favorables à la gestion centralisée de l'association et à la création de partis politiques, et les « anti-autoritaires » anti-politiques réunis autour de Mikhaïl Bakounine.
À la fin du XIXe siècle, les idées libertaires se déploient dans la société britannique, tant dans le mouvement ouvrier avec des personnalités comme William Morris, dans le champ philosophique avec Charles Bradlaugh, que dans la culture avec, par exemple, Oscar Wilde ou Algernon Swinburne.

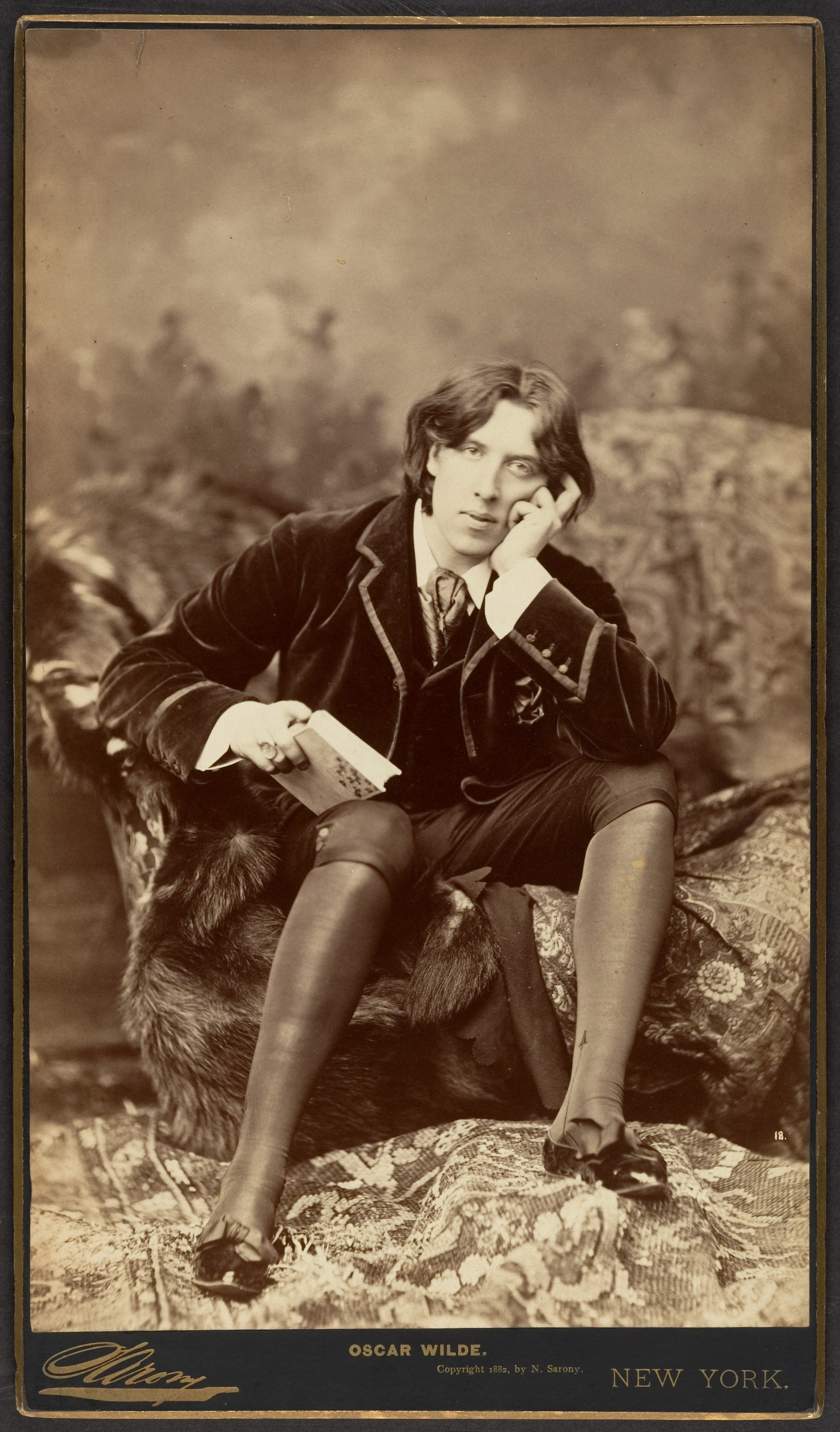
Oscar Wilde en 1882.

En 1883, William Morris rejoint les socialistes de la Social Democratic Federation, puis fait partie du groupe de militants socialistes libertaires qui fonde la Socialist League en décembre 1884 pour s'opposer à l'orientation réformiste de la SDF. La Socialist League est un parti politique qui rassemble des tendances socialiste libertaire et marxiste et se réclame d'un socialisme révolutionnaire, antiparlementaire et anti-autoritaire. Elle se fixe comme tâche essentielle l'« éducation » de la classe ouvrière, entendue comme un processus de création d'une classe consciente de la dimension communiste de son émancipation. William Morris, qui occupe une position médiane au sein de la Ligue entre les « marxistes » d'un côté et les « anarchistes » (Joseph Lane, Frank Kitz (en), Charles Nowbray, etc.) de l'autre, considérait que cette tâche d'éducation des masses ouvrières était plus importante que l'obtention de réformes ou de sièges au Parlement.
Par ailleurs, le lien entre anarchisme et émancipation sexuelle s’exprime dans le soutien apporté par une partie du mouvement libertaire à Oscar Wilde en 1895, lors de son procès, Wilde ayant précédemment exprimé son adhésion au socialisme antiautoritaire dans The Soul of Man under Socialism (L'Âme de l'homme sous le socialisme) en 1891.

### XXesiècle

#### Anarcho-syndicalisme

Solidarity Federation.

Fédération anarchiste.

En 1950, est fondée la Syndicalist Workers' Federation (en) dont l'action prend pour base l'action directe dans le mouvement social.
La fédération est particulièrement active pendant la dictature franquiste en Espagne et apporte un soutien particulier à la résistance et au syndicat CNT alors illégal. Le SWF qui rencontre d'abord un certain succès, se dissout 1979, pour former le Direct Action Movement (Mouvement d'Action Directe - DAM) toujours marqué par l'anarcho-syndicalisme.
Le DAM est très impliqué dans la grève des mineurs britanniques de 1984-1985 ainsi que dans l'opposition à la Poll tax en 1989. Il est également impliqué dans l'Anti-Fascist Action (AFA) qui se distingue par ses confrontations physiques à des organisations qu'elle qualifie de racistes et néo-nazies.
En mars 1994, la DAM se transforme en Solidarity Federation. Avec la Fédération anarchiste, communiste libertaire, fondée en 1986, elle est l'une des deux fédérations anarchistes actives au Royaume-Uni à l'heure actuelle.
La Solidarity Federation est organisée selon les principes du fédéralisme libertaire. L'unité de base est la section locale qui groupe les adhérents basés dans une zone géographique spécifique. Ces groupes locaux sont autonomes et se réunissent en une fédération pour former l'organisation nationale. Lors des conférences nationales, chaque groupe local est représenté par un délégué. Ces délégués n'agissent pas de manière autonome, mais sont encadrés par un mandat impératif. Au niveau international, la fédération est la section britannique de l'Association internationale des travailleurs (anarcho-syndicaliste).

#### Anarcho-punk

Crass

Au milieu des années 1970 apparait un nouveau courant musical, culturel et politique influencé par l'anarchisme, l'anarcho-punk. Le terme est souvent utilisé pour décrire des groupes faisant partie du mouvement au Royaume-Uni.
Le groupe Crass (1977-1984) en est sans doute l'un des plus emblématiques, collectif d'artistes formé autour d'une maison communautaire (voir Frestonia). Ses positions sont directement liées au courant libertaire communautaristes du XXe siècle. Prenant au mot le manifeste punk du Do it yourself, Crass combine la chanson, le cinéma, le collage sonore, le graphisme et la subversion pour lancer un front soutenu critique et novateur contre tout ce qui leur parait être une culture basée sur la violence, la guerre, le sexisme, l'hypocrisie religieuse et le mode de vie bourgeois du Royaume-Uni thatcherien.

### Époque contemporaine
En juillet 2011, le Metropolitan Police Service de Londres appelle à la dénonciation des activités anarchistes : « L'anarchisme est une philosophie politique qui considère l'État comme indésirable, inutile et nuisible, et favorise plutôt une société apatride ou anarchie. Toute information relative aux anarchistes doit être signalée à votre police locale ».

## Presse libertaire

### Freedom

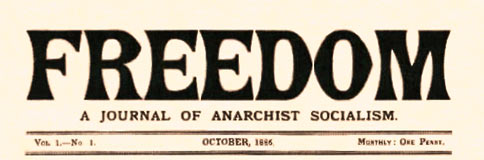
Freedom

En octobre 1886, Charlotte Wilson et Pierre Kropotkine fondent à Londres le journal Freedom. D'abord sous-titré Journal du socialisme anarchiste, celui-ci change à partir de juin 1889 pour devenir le Journal du communisme anarchiste.
Parallèlement au journal, Freedom Press développe une activité éditoriale d'auteurs étrangers comme Kropotkine, Malatesta, Jean Grave, Gustav Landauer, Max Nettlau, Domela Nieuwenhuis, Émile Pouget, Emma Goldman, Alexander Berkman, Proudhon, Bakounine, mais aussi de quelques Britanniques dont Herbert Spencer, William Morris, etc.

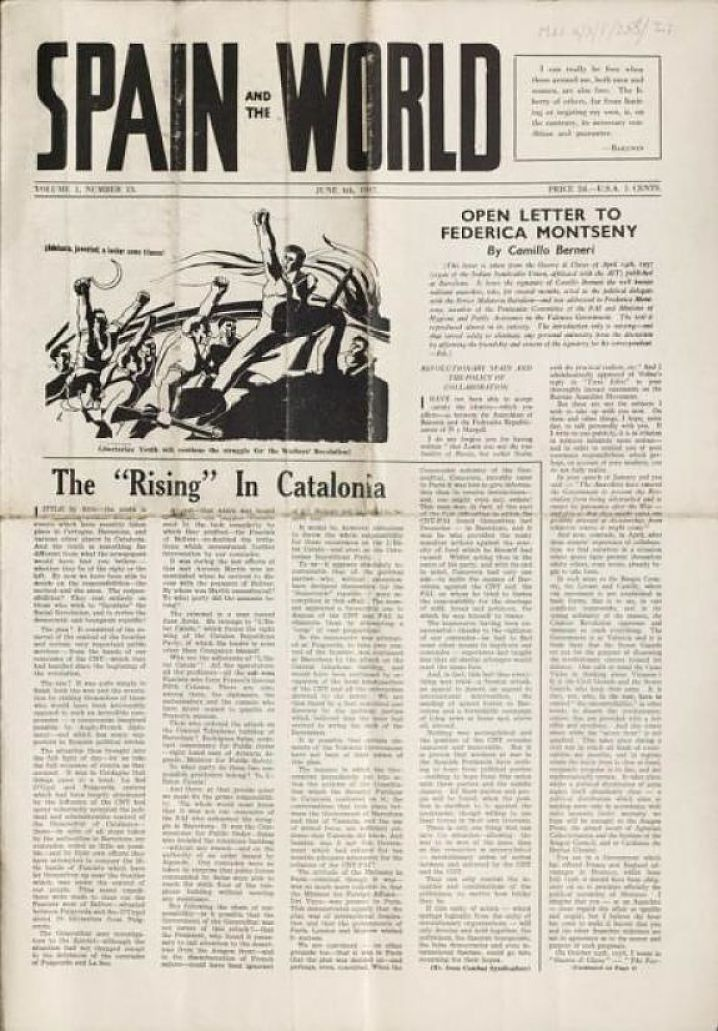
Spain and the World

Entre décembre 1936 et décembre 1938, pendant la guerre d’Espagne, le titre s'efface et devient Spain and the World en soutien à la révolution sociale espagnole de 1936 et aux anarcho-syndicalistes de la Confédération nationale du travail.

War Commentary

Au début de la Seconde Guerre mondiale, War Commentary sort des presses de Freedom entre novembre 1939 et août 1945. Freedom Press s’implique dans les activités antimilitaristes ce qui provoque l'incarcération de trois des éditeurs en 1945 : Vernon Richards, Marie-Louise Berneri et John Hewetson.
Un Comité de défense (Freedom Defence Committee) est créé par George Woodcock et Herbert Read, et soutenu par de nombreuses personnalités de la vie intellectuelle et politique britannique comme Harold Laski, Bertrand Russell et George Orwell (vice-président),.

### Kate Sharpley Library
Fondée à Londres en 1979, la Kate Sharpley Library est une bibliothèque anarchiste centrée sur l'histoire du mouvement libertaire, particulièrement de langue anglaise.
Elle tire son nom d'une militante anarchiste et antimilitariste, Kate Sharpley (en), active pendant la Première Guerre mondiale.
Elle publie des brochures et des livres sur l'anarchisme et l'histoire de l'anarchisme, notamment avec AK Press, d'auteurs difficilement accessibles tels Abel Paz, Bartolomeo Vanzetti, Albert Meltzer ou Antonio Téllez. Les publications sont, la plupart du temps, sous licence Creative Commons (CC-BY-NC-ND).

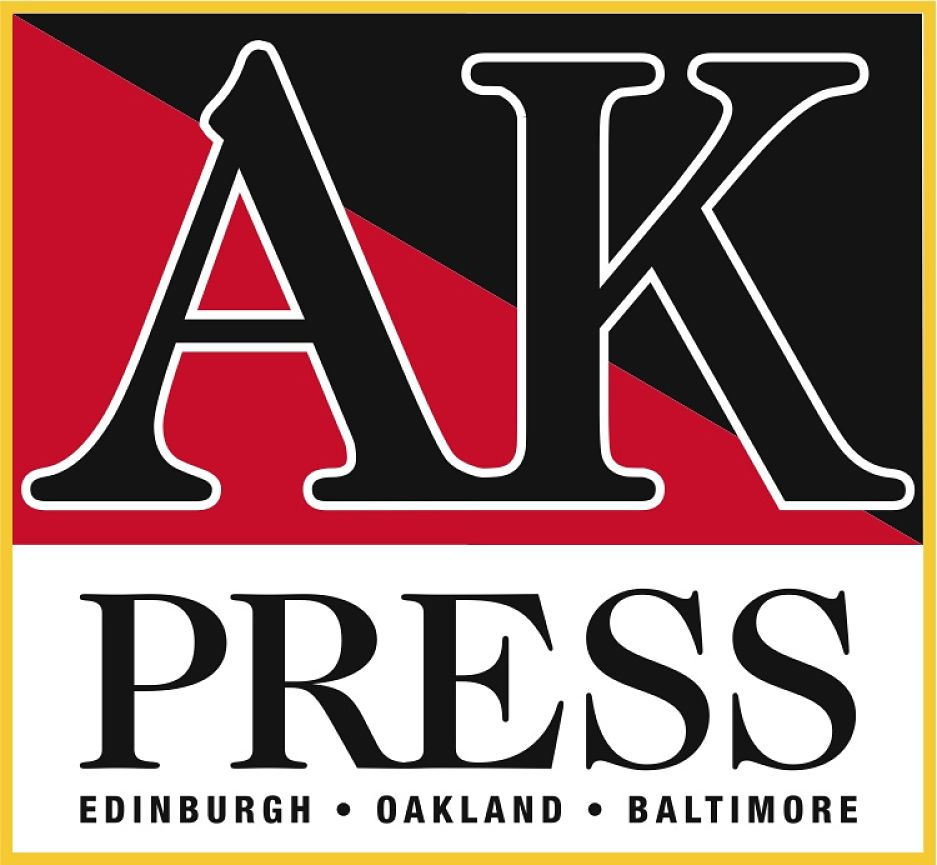
AK Press

### AK Press
Fondée à Édimbourg (Écosse) en 1990, AK Press est une maison d'édition indépendante. Organisé sous forme de coopérative autogérée, ce collectif anarchiste se spécialise dans la diffusion d'ouvrages papiers ou de supports audio d'expression libertaire et de gauche radicale,. En 2007, AK Press donne naissance à une nouvelle maison d'édition, PM Press, dont elle assure la distribution.

## Personnalités notables

### Alexander Sutherland Neill, le pédagogue

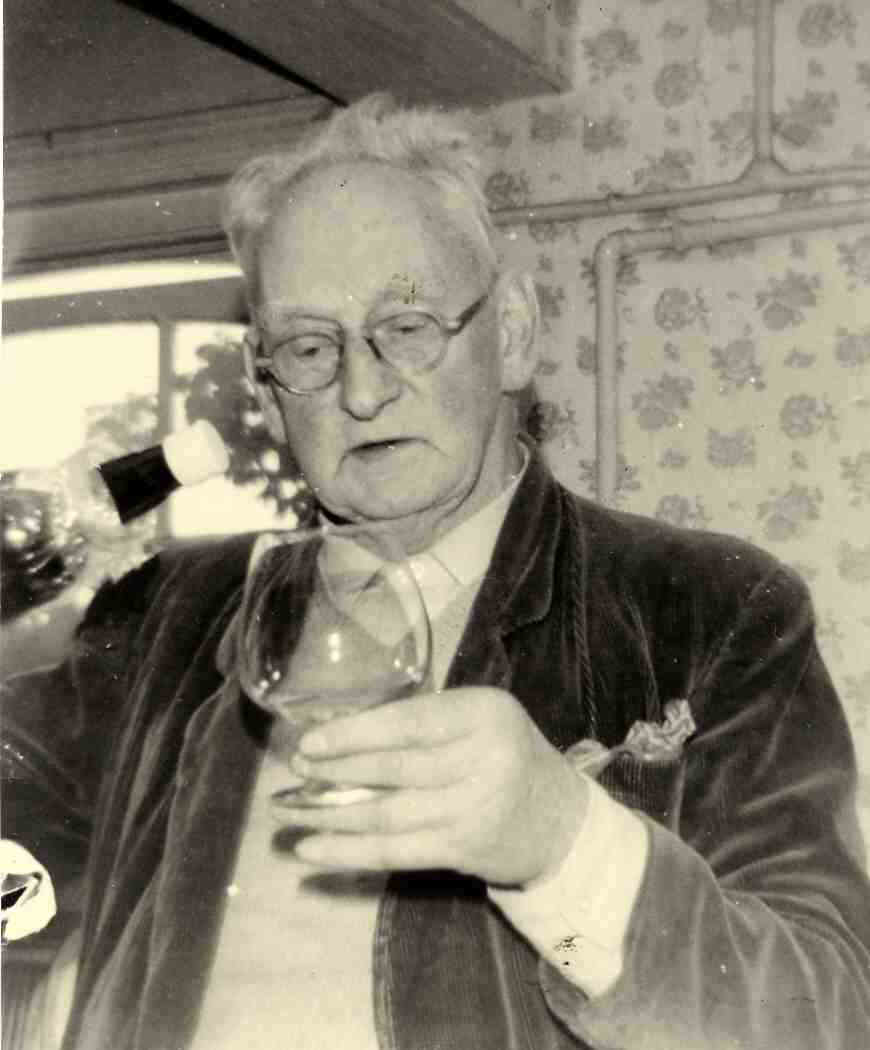
Alexander Sutherland Neill

Alexander Sutherland Neill (1883-1973) est un pédagogue libertaire, écossais. Il est le fondateur, en 1921, de l'école de Summerhill qu'il « dirigea » jusqu'à sa mort. Il fut alors remplacé dans sa tâche par sa seconde épouse jusqu'en 1985, puis par sa fille Zoe Readhead qui est l'actuelle directrice de l'école. L'école accueille encore aujourd'hui plus de soixante-dix étudiants.

### Herbert Read, le théoricien

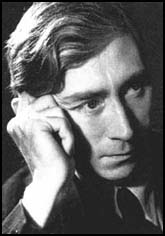
Herbert Read

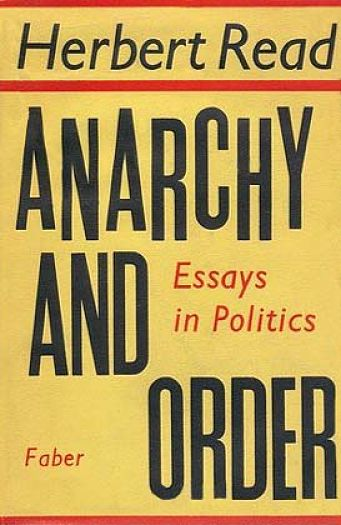
Anarchy & Order, édition de 1953.

Herbert Read (1893-1968) fourni une contribution marquante, un stimulus intellectuel au courant libertaire avec des œuvres clés comme Anarchy & Order : Poetry & Anarchism (1938), Philosophy of Anarchism (1940), Existentialism, Marxism and Anarchism (1949), Revolution & Reason (1953), Icon and Idea (1955) and My Anarchism (1966), avant sa mort.
Il influence des auteurs comme Alex Comfort, Howard Zinn ou Murray Bookchin. Il pose les bases des nouvelles orientations de la théorie anarchiste qui émerge à la suite de la Seconde Guerre mondiale.
En 1940, dans The Philosophy of Anarchism, il développe une conception écologique de l'anarchisme mettant l'accent sur la spontanéité et la différenciation. Pour lui, la société est comme un être organique dans lequel les communautés peuvent vivre naturellement et librement, et les individus peuvent se développer dans la conscience de la force, la vitalité et de joie. Les progrès d'une société étant mesuré par le degré de différenciation qu'elle accepte. C'est, en partie, à la suite de cette lecture que Murray Bookchin élabore les concepts d'écologie sociale et de municipalisme libertaire.
Par ailleurs, Read note que même si « vous abolissez toutes les autres classes et distinctions et gardez une bureaucratie, vous êtes encore loin de la société sans classes, car la bureaucratie est elle-même le noyau d'une classe dont les intérêts sont totalement opposés aux gens qu'elle prétend servir ». Dans la structure bureaucratique de l'État moderne, le mobile du professionnel de la politique étant son ambition personnelle et sa mégalomanie. Une notion développée par Alex Comfort dans son ouvrage Authority and Delinquency in the Modern State, dans lequel il fait valoir que l'État bureaucratique, à travers ses structures de pouvoir, fournit une prime au personnel politique marqué par des tendances psychopathiques.
Il cherche à empêcher l'arrivée au pouvoir de politiciens et de bureaucrates professionnels en préconisant un « retour à une base fonctionnelle de représentation » composée d'instances décentralisées autogérées et fédérées. Le politicien professionnel est alors remplacé par le délégué révocable « qui continue à travailler au sein de sa région, de sorte qu'il n'y ait pas de fonctionnaires à temps complet, pas de bureaucrates, pas de politiciens, pas de dictateurs ».

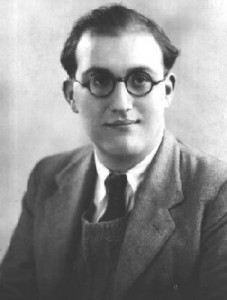
Albert Meltzer

### Albert Meltzer, l'activiste
Albert Meltzer (1920-1996) est une figure marquante de l'activisme anarchiste anglais, engagé contre le franquisme et acteur de la solidarité internationale dans le mouvement libertaire.
En 1936, il s’engage activement aux côtés des anarchistes espagnols, aidant à organiser notamment des cargaisons d’armes au départ de Hambourg à destination de la CNT espagnole et sert de contact, en Angleterre, pour les services de renseignements anarchistes.
En 1937, il forme le groupe The Friends of Durruti puis rejoint le Libertarian Youth mouvement.
En 1938, munis de faux papiers, il se rend en Allemagne dans de but de commettre un attentat contre Hitler.
En 1939, il est un des éditeurs du journal anarchiste Revolt !, puis il participe à War Commentary et devient le secrétaire de la seconde Fédération Anarchiste créée clandestinement le 28 avril 1940.
En 1944, n'ayant pas répondu à son ordre de mobilisation, il est arrêté et emprisonné pour désertion. Il est mobilisé ensuite en Égypte dans le Pioneer Corps. Il prend part à une mutinerie et passe deux fois en cour martiale. De retour en Angleterre en 1948, il poursuit son militantisme.

Anarchist Black Cross

En 1962, il s'engage dans la lutte aux côtés des anti-franquistes espagnols. Il participe au Groupe du 1er mai à Londres puis au Cuddon's group.
En 1967, il relance l'Anarchist Black Cross (ABC) avec Stuart Christie et fonde avec lui en 1970, le journal Black Flag.
Il est arrêté fin août 1971, avec six autres anarchistes, inculpé pour sa prétendue appartenance au groupe d'activistes The Angry Brigade (Brigade de la Colère) qui a commis divers attentats. Le procès s'ouvre à Londres le 30 mai 1972, pour finir le 6 décembre. Quatre inculpés sont condamnés à de lourdes peines de prison, mais il est acquitté après avoir passé 18 mois en détention préventive.
En 1971, il ouvre avec Miguel Garcia, à Londres, le Centre Iberico International. Ils y organisent des campagnes de solidarité pour les activistes du Movimiento Ibérico de Liberación (MIL) ou des Groupes d'action révolutionnaire internationalistes (GARI) emprisonnés.
Au début des années 1980, il rejoint le Direct Action Movement, organisation anarcho-syndicaliste, qui deviendra la Solidarity Federation, dont il reste membre jusqu’à sa mort.

### Colin Ward, l'homme pratique
Colin Ward (1924-2010) est souvent présenté comme « l'un des plus grands penseurs anarchistes du XXe siècle et un pionnier de l'histoire sociale ». Son œuvre embrasse des domaines aussi différents que la sociologie, l'anthropologie, la cybernétique, l'éducation, l'architecture et la planification urbaine, la guérilla urbaine, la distribution de l'eau potable, les terrains de jeux d'aventure ou le mouvement des squatters.
En 1947, Le journal londonien Freedom accueille ses premiers articles dans lesquels il aborde des questions qui resteront, tout au long de sa vie, ses préoccupations essentielles : le logement, l’urbanisme, l’architecture, l’autogouvernement. Des problèmes d’organisation sociale auxquels il se propose d’apporter une réponse libertaire.
Dans le domaine du logement, il en vient à défendre, contre les politiques de régulation par l’État ou le marché, les principes de l’autoconstruction, en particulier par le biais de coopératives. Sur les traces de Pierre Kropotkine, il étudie l’évolution des coutumes et des pratiques d’occupation et de construction sauvages, en dehors de tout système légal, comme la vieille tradition populaire des cottages illicites au Pays de Galles (« Tŷ unnos (en) ») ou le mouvement des squatteurs anglais dans l’immédiat après-guerre.
L’anarchisme de Colin Ward est moins un modèle social abstrait qu’une réalité concrète, vécue, historique, inscrite dans les relations humaines et les modes de vie qui se développent en marge des structures de pouvoir et souvent contre elles.
De là s’ouvre, pour lui, la perspective d’une société de vis-à-vis, un ensemble de petites communautés qui, organisées sur le principe fédéraliste, parviendraient à limiter les tendances hiérarchiques et bureaucratiques, tout en préservant les fondements naturels de la vie humaine.

### Nicolas Walter, le pacifiste radical
Nicolas Walter (1934-2000) est un écrivain, conférencier et activiste britannique libertaire et athée.
Il est membre des Espions pour la paix (en), qui en 1963, publie anonymement un document secret du gouvernement britannique concernant les plans pour protéger l'élite dirigeante dans des bunkers souterrains en cas de guerre nucléaire.
En 1969, il publie About Anarchisme (Pour l'anarchisme), un texte manifeste qui rencontre un large succès et sera traduit dans une vingtaine de langues. La traduction française réalisée par Marianne Enckell est régulièrement rééditée à des dizaines de milliers d'exemplaires jusqu'aux années 2000, en France, en Belgique et au Canada.

## Dans l'art et la culture

### Œuvres littéraires
- Le Dynamiteur, Robert Louis Stevenson, 1885[7].
- La Princesse Casamassima, Henry James, 1886[7].
- L'Agent secret, Joseph Conrad, 1907[7].
- Le Nommé Jeudi, G.K. Chesterton, 1908[7].

### Œuvres musicales
- Anarchy in the U.K., Sex Pistols, 1975.

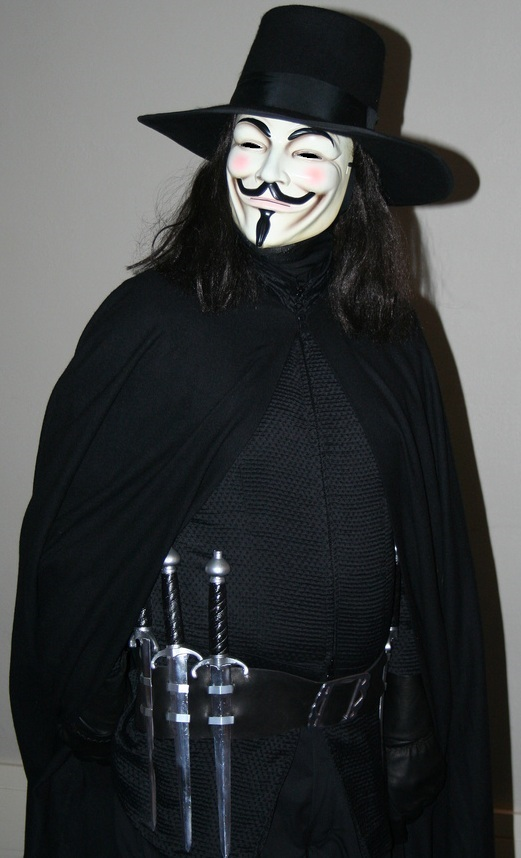
« V »

### Bande dessinée

#### V pour Vendetta
Entre 1982 et 1990, Alan Moore (1953-), écrit V pour Vendetta, une série de bande dessinée illustrée par David Lloyd et Tony Weare. Le scénario met en scène l'action d'un activiste anarchiste dans le cadre d'une dystopie contemporaine.
Synopsis
Dans les années 1980, une guerre mondiale éclate ; l'Europe, l'Afrique et les États-Unis d'Amérique sont réduits en cendres par des armes nucléaires. Le Royaume-Uni est épargné par les bombardements mais pas par le chaos et les inondations issues des dérèglements climatiques. Dans cette société anglaise post-apocalyptique, un parti fasciste, Norsefire, prend en main le pouvoir et tente de rétablir le pays après avoir procédé à une épuration ethnique, politique et sociale sans pitié.
En 1997, au moment où le parti semble avoir la situation sous contrôle, un anarchiste commence une campagne pour ébranler tous les symboles du pouvoir. Cet anarchiste qui se fait appeler « V » porte un masque représentant le visage de Guy Fawkes, le plus célèbre membre de la conspiration des poudres. Lors de sa première action d'éclat, le dynamitage du Palais de Westminster, V sauve Evey, une jeune fille de 16 ans qui risquait d'être violée puis exécutée pour prostitution.

### Art contemporain

Œuvre de Banksy à Bethléem en 2008.

Banksy est le pseudonyme d'un artiste connu pour son art urbain (ou street art) et également comme peintre et réalisateur. Dissimulant sa véritable identité, il serait né en 1974 dans les environs de Stoke au Royaume-Uni et se nommerait Robert Banks.
Cet artiste combine les techniques de Warhol et l'œuvre in situ pour faire passer ses messages, qui mêlent souvent politique, humour et poésie comme Ernest Pignon-Ernest, Miss.Tic, Jef Aérosol ou Blek le rat. Les pochoirs de Banksy sont des images humoristiques, parfois combinées avec des slogans. Le message est généralement libertaire, antimilitariste, anticapitaliste ou antisystème. Ses personnages sont souvent des rats, des singes, des policiers, des soldats, des enfants, des personnes célèbres ou des personnes âgées.

## Associations libertaires
- United Socialist Movement (en) (1934-1965)[8]
- Anarchist Federation of Britain (1938-1972)[11]
- Anarchist Syndicalist Alliance (1960-1973)[11]
- The Angry Brigade (1970-1972)
- Anarcho-Feminist Movement (1977-années 80)[35]
- Wapping Autonomy Centre (en) (1982-)
- Reclaim the Streets (1981-)
- Class War (en) (1983-)[36]
- Green Anarchist (en) (1984-)[37]
- Fédération anarchiste(Anarchist Federation, 1986-)
- No War but the Class War (en) (1990-)
- Solidarity Federation (1994-)
- Movement Against the Monarchy (en)
- Space Hijackers (en)
- Queer Mutiny
- WOMBLES (en)